# Stenotritus pubescens
Stenotritus pubescens är en biart som först beskrevs av Smith 1868.  Stenotritus pubescens ingår i släktet Stenotritus och familjen Stenotritidae. Inga underarter finns listade i Catalogue of Life.

## Bildgalleri

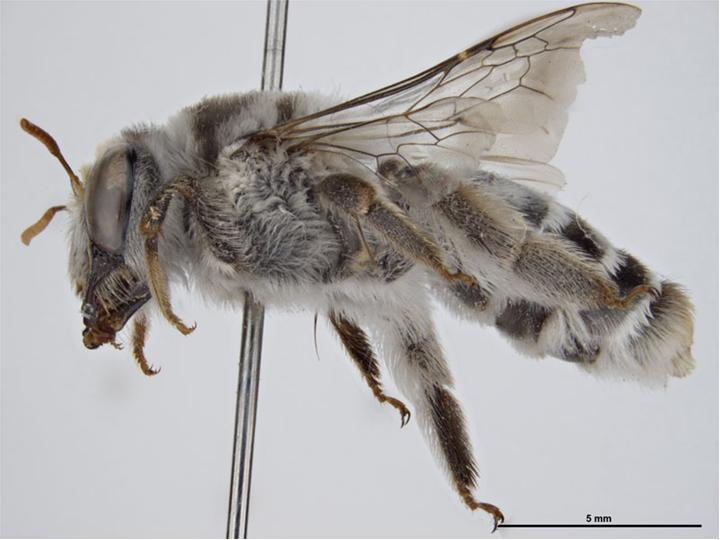
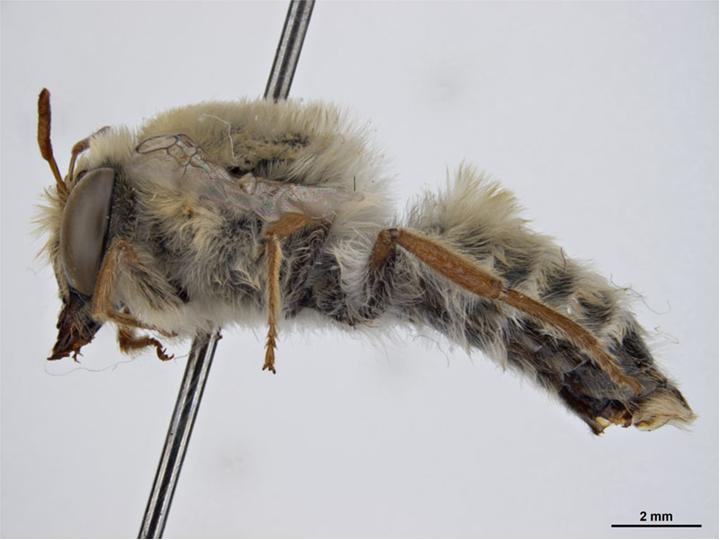
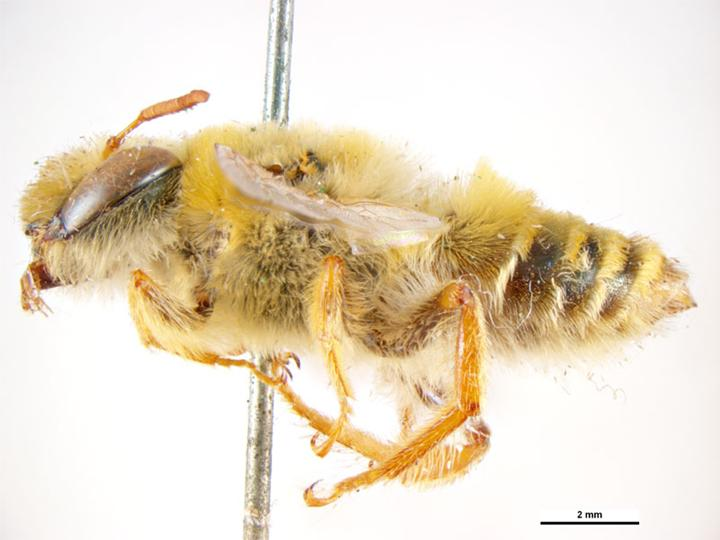